# Otto Roth (Widerstandskämpfer)
Otto Roth (* 20. März 1905 in Frankfurt am Main; † 9. Mai 1969 ebenda) war ein deutscher kommunistischer Widerstandskämpfer gegen den Nationalsozialismus, ehemaliger Häftling im KZ Buchenwald und dort Leiter der illegalen Militärorganisation, nach 1945 Mitbegründer der Vereinigung der Verfolgten des Naziregimes (VVN) und Sekretär des VVN-Präsidiums.

## Lebensdaten
Roth wuchs in der Familie eines Straßenbahnarbeiters und einer Dienstmagd auf. Seine Schulausbildung während des Ersten Weltkrieges brach er ab und arbeitete in einer Munitionsfabrik. Nach Kriegsende trat er eine Lehre zum Elektriker an. Im Jahre 1918 trat er der Sozialistischen Arbeiterjugend (SAJ) bei, und 1920 wurde er Gewerkschaftsmitglied. Im Jahre 1924 beteiligte er sich bei den Jungen Sozialisten. 1930 trat er dem Kampfbund gegen den Faschismus bei und wurde Mitglied der Kommunistischen Partei Deutschlands (KPD). 1933 wurde er mehrere Monate inhaftiert. Von 1939 bis 1945 wurde er als Häftling im KZ Buchenwald interniert und dort dem Elektriker-Kommando zugeteilt. Seit 1943 war er der Leiter der illegalen Abwehr- und Militärorganisation, die sich auf die gewaltsame Befreiung vorbereitete.
Nach der Befreiung von der NS-Herrschaft kehrte Roth nach Frankfurt zurück, wurde Mitglied in einem gemeinsamen Aktionsausschuss von SPD und KPD sowie eines Antifa-Ausschusses. Als Leiter einer städtischen Betreuungsstelle kümmerte er sich um die Versorgung der Opfer des Faschismus (OdF). 1946 gehörte er zu den Mitbegründern der VVN und war seit 1958 der Sekretär des VVN-Präsidiums in der Bundesrepublik Deutschland.

## Aufzeichnungen
- Persönliche Aufzeichnungen, S. 106 (im Besitz von G. Kühn und W. Weber)[2]